# غونزالو بيرالتا
غونزالو بيرالتا (بالإسبانية: Gonzalo Peralta)‏ هو لاعب كرة قدم أرجنتيني في مركز الدفاع، ولد في 17 سبتمبر 1980 في مونرو في الأرجنتين، وتوفي في 7 أكتوبر 2016 في بوينس آيرس في الأرجنتين بسبب ابيضاض الدم. لعب مع باراكاس سينترال ودي.سي. يونايتد ونادي ألميرانته براون ونادي كوميونيكيشنس ويونيون دي سانتا في.

## وصلات خارجية
- غونزالو بيرالتا على موقع الاتحاد الدولي (مؤرشف)  (الإنجليزية)
- غونزالو بيرالتا على موقع الدوري الأمريكي (الإنجليزية)
- غونزالو بيرالتا على موقع قاعدة بيانات كرة القدم.إي يو (الإنجليزية)
- غونزالو بيرالتا على موقع Soccerway.com (الإنجليزية)